# Cromwell (Minnesota)
Cromwell és una població dels Estats Units a l'estat de Minnesota. Segons el cens del 2000 tenia 143 habitants.

## Demografia
Segons el cens del 2000, Cromwell tenia 143 habitants, 65 habitatges, i 39 famílies. La densitat de població era de 30,3 habitants per km².
Dels 65 habitatges en un 21,5% hi vivien nens de menys de 18 anys, en un 52,3% hi vivien parelles casades, en un 9,2% dones solteres, i en un 38,5% no eren unitats familiars. En el 35,4% dels habitatges hi vivien persones soles el 13,8% de les quals corresponia a persones de 65 anys o més que vivien soles. El nombre mitjà de persones vivint en cada habitatge era de 2,2 i el nombre mitjà de persones que vivien en cada família era de 2,88.
Per edats la població es repartia de la següent manera: un 22,4% tenia menys de 18 anys, un 4,2% entre 18 i 24, un 25,9% entre 25 i 44, un 25,2% de 45 a 60 i un 22,4% 65 anys o més.
L'edat mediana era de 44 anys. Per cada 100 dones de 18 o més anys hi havia 109,4 homes.
La renda mediana per habitatge era de 25.000 $ i la renda mediana per família de 31.875 $. Els homes tenien una renda mediana de 26.250 $ mentre que les dones 21.250 $. La renda per capita de la població era de 16.605 $. Entorn del 15,4% de les famílies i el 20,3% de la població estaven per davall del llindar de pobresa.

## Poblacions properes
El següent diagrama mostra les poblacions més properes.